# Masaaki Yuasa
Masaaki Yuasa (湯浅 政明, Yuasa Masaaki), (Fukuoka, 16 de març de 1965), és un director i animador japonès.

## Biografia
Masaaki Yuasa va néixer a Fukuoka a la Prefectura de Fukuoka a l'illa de Kyūshū. Es va interessar per l'animació des de molt jove però no va ser fins que va veure El castell de Cagliostro de Hayao Miyazaki, mentre estava a l'escola secundària, que es planteja una carrera professional. a l'animació. Després d’estudiar art a la Universitat Industrial de Kyūshū, el 1987 va ingressar a l’estudi d'animació Ajiadō. Després va treballar en moltes sèries infantils molt populars, incloses les pel·lícules Doraemon i especialment en la sèrie Shin-chan, on el seu treball va ser especialment destacat. A partir de 1997, va treballar en treballs més experimentals, sobretot a Noiseman Sound Insect de Kōji Morimoto. Després de dirigir dos curtmetratges el 1999, va participar en l'aclamat Nekojiru-sō dirigit per Tatsuo Sato. El 2004, va dirigir la seva primera pel·lícula, Mind Game, als estudis Studio 4°C. La pel·lícula destaca especialment pel tecnicisme i la diversitat de la seva animació, així com pel seu disseny descrit com a "brut". El 2007, va participar en l'omnibus Genius Party que va reunir grans noms de l'animació japonesa actual com Shoji Kawamori, Shinichiro Watanabe, Mahiro Maeda o Kōji Morimoto. També va dirigir tres sèries per als estudis Madhouse: Kemonozume el 2006 i Kaiba el 2008, després The Tatami Galaxy el 2010.
El 2013, va fundar el seu propi estudi d'animació Science SARU. Va produir notablement l'episodi especial Food Chain de la sèrie Adventure Time.
El 2020, va anunciar que deixaria l'estudi Science SARU.

## Filmografia

### Director
- 1999 : Slime Adventures - Yay, the sea! (curtmetratge)
- 1999 : Vampian Kids (episodi pilot)
- 2004 : Mind Game (pel·lícula)
- 2006 : Kemonozume (sèrie de televisió) - Direcció, idea original, guió, storyboard (ep 1,2,13), director d'episodi (ep 1)
- 2007: Genius Party (omnibus, segment Yume miru Kikai)
- 2008: Kaiba (sèrie de televisió)
- 2010: The Tatami Galaxy (sèrie de televisió)
- 2012: Kick-Heart (curtmetratge)
- 2014: Ping Pong (sèrie de televisió)
- 2014: Space Dandy (sèrie de televisió, episodi No té sentit córrer, has de marxar a temps, nena - episodi 3, temporada 2)
- 2014: Adventure Time (sèrie de televisió, episodi Food Chain)
- 2017: The Night Is Short, Walk on Girl (Yoru wa Mijikashi Aruke yo Otome) (pel·lícula)
- 2017: Lou and the Mermaid Island (pel·lícula)
- 2018: Devilman Crybaby (sèrie de televisió)
- 2019: Ride Your Wave (pel·lícula)
- 2020 : Keep Your Hands Off Eizouken! (sèrie de televisió)
- 2020 : Japan Sinks 2020 (sèrie de televisió) Co-dirigida amb Pyeon-Gang Ho
- 2021 : Inu-Oh (pel·lícula)

### Animador, dissenyador, Intervalista
- 1987 : Malicieuse Kiki (sèrie de televisió) - Intervalista, animador clau
- 1988 : Doraemon film 9 (pel·lícula) - Intervalista
- 1988 : Kiteretsu Daihyakka (sèrie de televisió) - Animador clau
- 1990 : Doraemon film 11 (pel·lícula) - Animador clau
- 1990 : Chibi Maruko-chan (sèrie de televisió) - Storyboard (OP,ED,ep 126)
- 1990 : Shiratori Reiko de Gozaimasu! (OAV) - Animador clau
- 1990 : Chibi Maruko-chan le film (pel·lícula) - Animador clau
- 1991 : Little Polar Bear (OAV) - Chara-design, director d'animació, animador clau
- 1992 : Video Girl Ai (OAV) - Animador clau (ep 4)
- 1992 : 21 Emon - film 2 (pel·lícula) - Animador clau
- 1992 : Chibi Maruko-chan le film 2 (pel·lícula) - Animation? (escena musical)
- 1992 : Shin-chan (sèrie de televisió) - Storyboard, director d'animació
- 1993 : The Hakkenden (OAV) - director d'animació (ep 4)
- 1993 : Shin-chan - film 1 (pel·lícula) - Disseny de decorats
- 1994 : Shin-chan - film 2 (pel·lícula) - Disseny de decorats
- 1995 : Shin-chan - film 3 (pel·lícula) - Disseny de decorats
- 1995 : Chibi Maruko-chan S2 (sèrie de televisió) - Storyboard (OP), animador clau
- 1995 : Ruin Explorers (OAV) - Layout (ep 3)
- 1996 : Shin-chan - film 4 (pel·lícula) - Storyboard, Disseny de decorats
- 1996 : Shamanic Princess (OAV) - Participació en el procés creatiu
- 1997 : Shin-chan - film 5 (pel·lícula) - Disseny de decorats
- 1997 : Manmaru the Ninja Penguin (sèrie de televisió) - Storyboard (ED)
- 1997 : Agent Aika (OAV) - Animador clau (ep 6)
- 1997 : Noiseman Sound Insect (curtmetratge) – Codissenyador de personatges, Disseny de decorats, co-director d'animació
- 1997 : Donguri no Ie (pel·lícula) - Animador clau
- 1998 : Shin-chan - film 6 (pel·lícula) - Disseny de decorats
- 1999 : Shin-chan - film 7 (pel·lícula) - Animador clau
- 1999 : Medabots (sèrie de televisió) - Animador clau (ep 17)
- 1999 : Hōhokekyo tonari no Yamada-kun (pel·lícula) - Animador clau
- 2000 : Shin-chan - film 8 (pel·lícula) – dissenyador de personatges, Animador clau
- 2001 : Nekojiru-sō (Moyen métrage) - Coscénariste, storyboard, director d'animació
- 2001 : Casmin (sèrie de televisió) - Set Design
- 2004 : Shin-chan - film 12 (pel·lícula) - Animador clau
- 2004 : Doraemon film 25 (pel·lícula) - Animador clau
- 2004 : Samurai champloo (sèrie de televisió) - Animador clau (ep 9)
- 2007 : Shin-chan - film 15 (pel·lícula) - Animador clau
- 2008 : Shin-chan - film 16 (pel·lícula) - Disseny de decorats
- 2008 : Kaiba (sèrie de televisió) - Direcció, idea original, guió, storyboard (ep 1,10,11,12), director d'episodi (ep 1,10,12)
- 2008: Michiko to Hatchin (sèrie de televisió) - Storyboard (ed), director d'episodis
- 2010: Wakfu (sèrie de televisió) – disseny de personarge a l'episodi especial Noximilien the Watchmaker

## Reconeixements
Les obres de Masaaki Yuasa han aconseguit tot molt significatiu tant al Japó com a tot el món. Els projectes que Yuasa ha dirigit, o dels quals ha exercit com a col·laborador creatiu principal, han estat reconeguts pel Festival Internacional de Cinema d'Animació d'Annecy (2 victòries, 3 nominacions), el Japan Academy Film Prize Association (1 victòria), els Globus d'Or (1 nominació),< als Premis de Cinema Mainichi (2 victòries, 1 nominació), els Tokyo Anime Awards (4 victòries),els Crunchyroll Anime Awards (4 victòries, 16 nominacions), el Festival Internacional d'Animació d'Ottawa (1 victòria, 1 nominació),el Festival Internacional de Cinema de Xangai (1 victòria, 1 nominació) el Festival de Cinema de Sitges (1 premi, 3 nominacions),> el FanTasia (3 premis), els Premis Satellite (1 nominació), i els Annie Awards (3 nominacions).